# Mako Yamashita
Mako Yamashita (jap. 山下 真瑚 Yamashita Mako; ur. 31 grudnia 2002 w Nagoi) – japońska łyżwiarka figurowa, startująca w konkurencji solistek. Brązowa medalistka mistrzostw świata juniorów (2018), medalistka zawodów z cyklu Grand Prix oraz Challenger Series.

## Osiągnięcia
| Zawody                                | 13–14          | 14–15          | 15–16          | 16–17          | 17–18          | 18–19          | 19–20          | 20–21          | 21–22          |                |                |                |                |                |                |                |                |
| Międzynarodowe                        | Międzynarodowe | Międzynarodowe | Międzynarodowe | Międzynarodowe | Międzynarodowe | Międzynarodowe | Międzynarodowe | Międzynarodowe | Międzynarodowe | Międzynarodowe | Międzynarodowe | Międzynarodowe | Międzynarodowe | Międzynarodowe | Międzynarodowe | Międzynarodowe | Międzynarodowe |
| ------------------------------------- | -------------- | -------------- | -------------- | -------------- | -------------- | -------------- | -------------- | -------------- | -------------- | -------------- | -------------- | -------------- | -------------- | -------------- | -------------- | -------------- | -------------- |
| GP NHK Trophy                         |                |                |                |                |                |                | 5              | 5              |                |                |                |                |                |                |                |                |                |
| GP Rostelecom Cup                     |                |                |                |                |                | 7              |                |                |                |                |                |                |                |                |                |                |                |
| GP Skate America                      |                |                |                |                |                |                | 12             |                |                |                |                |                |                |                |                |                |                |
| GP Skate Canada International         |                |                |                |                |                | 2              |                |                |                |                |                |                |                |                |                |                |                |
| CS Asian Open Trophy                  |                |                |                |                |                | 3              |                |                |                |                |                |                |                |                |                |                |                |
| CS Lombardia Trophy                   |                |                |                |                |                | 3              |                |                |                |                |                |                |                |                |                |                |                |
| CS Memoriał Ondreja Nepeli            |                |                |                |                |                |                | 6              |                |                |                |                |                |                |                |                |                |                |
| Międzynarodowe: Kategorie młodzieżowe |                |                |                |                |                |                |                |                |                |                |                |                |                |                |                |                |                |
| Mistrzostwa świata juniorów           |                |                |                |                | 3              |                |                |                |                |                |                |                |                |                |                |                |                |
| JGP w Austrii                         |                |                |                |                | 3              |                |                |                |                |                |                |                |                |                |                |                |                |
| JGP w Chorwacji                       |                |                |                |                | 2              |                |                |                |                |                |                |                |                |                |                |                |                |
| JGP w Estonii                         |                |                |                | 3              |                |                |                |                |                |                |                |                |                |                |                |                |                |
| JGP w Japonii                         |                |                |                | 3              |                |                |                |                |                |                |                |                |                |                |                |                |                |
| Asian Open Trophy                     |                |                |                |                | 4              |                |                |                |                |                |                |                |                |                |                |                |                |
| Krajowe                               |                |                |                |                |                |                |                |                |                |                |                |                |                |                |                |                |                |
| Mistrzostwa Japonii                   |                |                |                |                | 10             | 6              | 11             | 13             | 13             |                |                |                |                |                |                |                |                |
| Mistrzostwa Japonii juniorów          |                |                | 9              | 16             | 2              |                |                |                |                |                |                |                |                |                |                |                |                |
| Mistrzostwa Japonii novice            | 3 B            | 14 A           | 2 A            |                |                |                |                |                |                |                |                |                |                |                |                |                |                |
| Zawody drużynowe                      |                |                |                |                |                |                |                |                |                |                |                |                |                |                |                |                |                |
| Japan Open                            |                |                |                |                |                |                |                | 2 T 1 P        |                |                |                |                |                |                |                |                |                |